# La Chute d'Arthur
La Chute d'Arthur (The Fall of Arthur) est un poème allitératif inachevé de J. R. R. Tolkien ayant pour sujet la légende arthurienne. Il a paru en 2013, dans une édition posthume réalisée par son fils Christopher, et en traduction française quelques mois plus tard.

## Résumé
Le poème comprend cinq chants. Le premier (220 vers) débute avec la campagne menée par le roi Arthur contre les rois de l'Est alliés à l'empereur de Rome. Arthur quitte Logres avec Gauvain et laisse la garde du royaume à son neveu Mordret. Alors qu'il campe à l'orée de la forêt de Mirkwood, le chevalier Cradoc le rejoint pour l'avertir que son royaume est en danger : les Saxons l'ont envahi, et Mordret, qui convoite le trône, s'est allié à eux. Arthur et Gauvain décident de rentrer à Logres pour éliminer l'usurpateur.
Le second chant (213 vers) s'intéresse à Mordret, ses ambitions et son désir pour la reine Guenièvre. Informé du retour prochain d'Arthur, il rassemble ses partisans et se rend à Camelot pour offrir un choix à Guenièvre : régner à ses côtés ou devenir son esclave. Elle lui demande un temps de réflexion et profite de la nuit pour s'enfuir de Camelot et se rendre à l'ancien château de son père Léodagan.
Le troisième chant (228 vers) se tourne vers Lancelot, exilé dans son domaine de Benwick. Il retrace l'histoire de son adultère avec Guenièvre et ses conséquences néfastes pour le royaume : la jalousie de Mordret, premier germe de sa future trahison ; la mort des frères de Gauvain Agravain, Gaheris et Gareth ; les dissensions à la cour, plusieurs chevaliers choisissant de suivre Lancelot en exil. Les nouvelles de la guerre entre Mordret et Arthur troublent Lancelot.
Le quatrième chant (230 vers) retourne à Mordret, qui a assemblé ses armées et attend le retour d'Arthur. Il apprend que Guenièvre a échappé aux hommes qu'il avait envoyé à sa poursuite, et craint qu'elle se soit réfugiée auprès de Lancelot. La flotte d'Arthur arrive sur le rivage, et malgré l'absence de Lancelot, ses troupes parviennent à débarquer grâce au courage de Gauvain.
Le cinquième chant s'interrompt au bout de 63 vers. Il décrit les sentiments et les doutes d'Arthur à son retour.

## Rédaction
Tolkien rédige « La Chute d'Arthur » dans les années 1930, après les deux lais publiés dans La Légende de Sigurd et Gudrún. Dans une lettre du 9 décembre 1934, son ami R. W. Chambers lui exprime son admiration à la lecture du poème inachevé et le presse de le terminer, ce qu'il ne fera jamais. Selon Christopher Tolkien, l'abandon du poème est principalement dû au manque de temps, ainsi qu'aux nouvelles perspectives vers lesquelles se tourne son père à l'époque, avec l'émergence de Númenor dans La Route perdue et la publication du Hobbit.
Jusqu'à sa publication en 2013, le poème n'était connu que par une allusion dans la correspondance de Tolkien (une lettre de 1955 selon laquelle il « espère toujours [l']achever ») et quelques vers cités dans la biographie de Humphrey Carpenter.